# Sebastian Niemann (Regisseur)

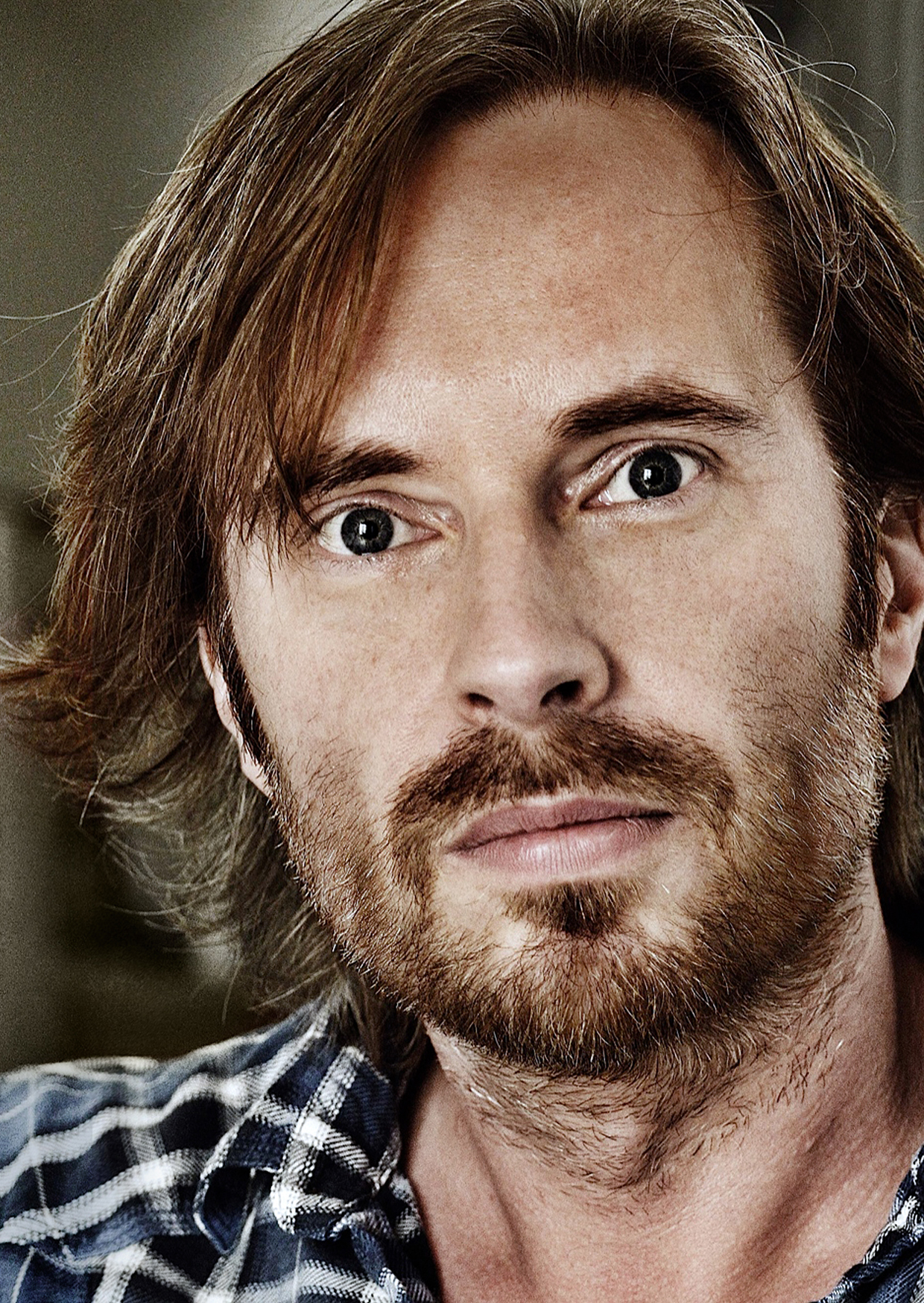
Sebastian Niemann

Sebastian Niemann (* 21. Juni 1968 in Lüneburg) ist ein deutscher Regisseur und Drehbuchautor.

## Leben
Niemann begann 1994 sein Studium an der Hochschule für Fernsehen und Film München und konnte bereits mit seinem dort entstandenen Kurzfilm, Verfolger, erste internationale Anerkennung ernten. Für den Film erhielt er den Special Prize of the European Television Channels, der im Rahmen des „International Festival of Fantasy, Horror & Science Fiction“ in Brüssel verliehen wurde. Zusammen mit Rainer Matsutani verfasste er das Drehbuch zu der Fantasy-Komödie Nur über meine Leiche (1995) mit Katja Riemann und Christoph M. Ohrt und inszenierte Das Spiegelbild, die dritte Episode des Fernsehfilms Geisterstunde (1997) mit Jan Niklas und Corinna Harfouch in den Hauptrollen. Danach inszenierte Sebastian Niemann 1998 den ProSieben Mystery-Thriller Biikenbrennen – Der Fluch des Meeres mit Christoph M. Ohrt und Anja Kling, bei dem er sich zum ersten Male mit Produzent Christian Becker (damals unter ‚Indigo Filmproduktion‘) zusammentat.
2000 folgte Sebastian Niemanns erster internationaler Spielfilm: 7 Days to live mit Amanda Plummer, Sean Pertwee und Nick Brimble. 2002 entstand Das Jesus Video, ein Event-Abenteuer-Thriller in zwei Teilen nach dem Bestseller von Andreas Eschbach – in den Hauptrollen Matthias Koeberlin und Naike Rivelli. 2005 fanden die Dreharbeiten zu Hui Buh – Das Schlossgespenst in Prag statt. Der Film kam 2006 in die Kinos.
2007 drehte Sebastian Niemann die romantische Killer-Komödie Mord ist mein Geschäft, Liebling mit internationaler Besetzung, die 2009 veröffentlicht wurde. 2016 inszenierte er in Vilnius für Sat.1 den Fernsehfilm Jack the Ripper – Eine Frau jagt einen Mörder mit Sonja Gerhardt, Falk Hentschel, Nicholas Farrell und Sabin Tambrea in den Hauptrollen. Am 28. Juli 2022 soll Hui Buh und das Hexenschloss in den deutschen Kinos starten – in den Hauptrollen Michael Bully Herbig, Christoph Maria Herbst, Rick Kavanian, Mina Tander, Nelly Hoffmann, Carmen Maja Antoni und Charlotte Schwab. Die Dreharbeiten fanden bereits 2020 in Prag und München statt.

## Filmografie (Auswahl)

### Regie
- 1994: Verfolger (Kurzfilm)
- 1997: Geisterstunde – Fahrstuhl ins Jenseits
- 1999: Biikenbrennen – Der Fluch des Meeres
- 2000: Du lebst noch 7 Tage
- 2002: Das Jesus Video
- 2006: Hui Buh – Das Schlossgespenst
- 2009: Mord ist mein Geschäft, Liebling
- 2016: Jack the Ripper – Eine Frau jagt einen Mörder
- 2022: Hui Buh und das Hexenschloss

### Drehbuch
- 1995: Nur über meine Leiche
- 1997: Geisterstunde – Fahrstuhl ins jenseits
- 2002: Das Jesus Video (uncredited)
- 2004: Hui Buh – Das Schlossgespenst
- 2009: Mord ist mein Geschäft, Liebling
- 2018: Jim Knopf und Lukas der Lokomotivführer
- 2022: Hui Buh und das Hexenschloss